# Al-Mahawil
al-Mahawil (arabiska المحاويل) är en stad i provinsen Babil i mellersta Irak. Staden är belägen 30 kilometer norr om staden al-Hilla. al-Mahawil är centralort i ett distrikt med samma namn.